# Danny Henriques
Danny Agostinho Henriques (Rotterdam, 19 luglio 1997) è un calciatore olandese, difensore dell'AEK Larnaca.

## Caratteristiche tecniche
È un difensore centrale che può giocare anche da mediano davanti alla difesa.

## Carriera
Cresciuto nel settore giovanile di Excelsior e Cambuur, nel 2017 si è trasferito al Vilafranquense dova ha iniziato la sua carriera da professionista nella terza divisione portoghese. Nel luglio 2018 è passato al Belenenses SAD dove, l'8 febbraio 2020, ha esordito in Primeira Liga disputando il match perso 2-0 contro il Santa Clara.

## Statistiche
Statistiche aggiornate al 7 marzo 2020.

### Presenze e reti nei club
| Stagione        | Squadra         | Campionato      | Campionato | Campionato | Coppe nazionali | Coppe nazionali | Coppe nazionali | Coppe continentali | Coppe continentali | Coppe continentali | Altre coppe | Altre coppe | Altre coppe | Totale | Totale | Totale |
| Stagione        | Squadra         | Comp            | Pres       | Reti       | Comp            | Pres            | Reti            | Comp               | Pres               | Reti               | Comp        | Pres        | Reti        | Pres   | Reti   |        |
| --------------- | --------------- | --------------- | ---------- | ---------- | --------------- | --------------- | --------------- | ------------------ | ------------------ | ------------------ | ----------- | ----------- | ----------- | ------ | ------ | ------ |
| 2017-2018       | Vilafranquense  | CdP             | 6          | 0          | CP+CdL          | 0               | 0               |                    | -                  | -                  |             | -           | -           | 6      | 0      |        |
| 2019-2020       | Belenenses SAD  | PL              | 3          | 1          | CP+CdL          | 0               | 0               |                    | -                  | -                  |             | -           | -           | 3      | 1      |        |
| Totale carriera | Totale carriera | Totale carriera | 9          | 1          |                 | 0               | 0               |                    | -                  | -                  |             | -           | -           | 9      | 1      |        |

## Palmarès
- Coppa di Cipro: 1

AEK Larnaca: 2024-2025